# 已經12點
〈已經12點〉（韓語：〈벌써 12시〉）是韓國K-pop歌手請夏於2019年1月2日發行的第二首單曲，由黑眼必勝與Jeon Goon共同製作。歌曲成功登上韓國各大音源排行榜，請夏也憑藉〈已經12點〉獲得個人首次音樂節目冠軍。同年9月，歌曲以一億次的串流成績獲得Gaon音樂榜白金認證，排在年度單曲榜第8名。
〈已經12點〉是2019年最佳的韓語流行歌曲之一，收錄在多家媒體的「2019年度最佳韓語流行歌曲」列表中。《告示牌》將歌曲列入「2010年代最佳韓語流行歌曲」第100名。

## 製作
〈已經12點〉時長3分41秒，是首有著強烈節奏感的韓國流行舞曲。歌曲每分鐘102拍，以升D小調創作，旋律由充滿活力的長笛構成，在歌曲中，請夏展現自己自信的充滿力量的嗓音。
歌曲再次找來曾經合作的黑眼必勝，詞曲創作由黑眼必勝、Jeon Goon負責，Rado擔任編曲，VINCENZO與MNH娛樂社長李周燮擔任歌曲製作人。〈已經12點〉主要講述兩人明知要離別，卻深愛的不想離開彼此，《The Kraze》形容〈已經12點〉就像「黑暗版的灰姑娘」。

## 發行與宣傳
2018年12月，請夏所屬的經紀公司MNH娛樂宣布請夏將於明年1月回歸。在隔年1月，MNH娛樂陸續發布多個預告，並宣布請夏將於1月2日回歸。歌曲發行單天請夏在首爾永登浦時代廣場首度現場表演歌曲，隔天，請夏登上Mnet音樂節目《M! Countdown》並演唱了〈已經12點〉。

## 專業評價
歌曲普遍獲得樂評好評，評論皆表示請夏和過去相比，展現了更多成熟、性感、自信的一面。《The Kraze》表示終於有歌曲配得上請夏，但thebiaslist的評論員NICK持相反意見，表示他大多時候都很享受歌曲，但請夏的聲線與背景樂並不契合，重複的合成器音樂與過時的陷阱風格抵銷了他對請夏的喜愛。
〈已經12點〉是2019年最佳的韓語流行歌曲之一，在各家媒體的「2019年度最佳韓語流行歌曲」排行裡，CelebMix將其列為第一，《告示牌》評選歌曲為第3名、KultScene評選歌曲為第5名、Refinery29評選歌曲為第12名，BuzzFeed則將歌曲列為「2019年度最佳韓語流行音樂錄影帶」第14名。在《告示牌》的「2010年代最佳韓語流行歌曲」排行中，〈已經12點〉被選為第100名。歌曲還獲得第11屆甜瓜音樂獎「最佳女歌手舞蹈獎」和第21屆Mnet亞洲音樂大獎「個人最佳舞蹈表演獎」。

## 商業成績
〈已經12點〉獲得不錯的商業成績，歌曲發行當周來到Gaon單曲榜第5名，並在隔周成為亞軍。專輯榜方面，歌曲首周排名第4，並售出一萬套。
歌曲也讓請夏獲得個人出道以來首次音樂節目冠軍，自1月9日獲得《Show Champion》第一座冠軍獎盃，〈已經12點〉共累積7座音樂節目冠軍獎盃。

## 榜單成績
| 排行榜（2019年）                       | 最高 排名 |
| -------------------------------------- | --------- |
| 新西兰（新西兰唱片音乐协会熱門單曲榜） | 23        |
| 新加坡（新加坡唱片業協會）             | 25        |
| 韓國（Gaon單曲榜）                     | 2         |
| 韓國（Gaon專輯榜）                     | 4         |
| 韓國（韓國流行音樂百強榜）             | 1         |
| 美國（《告示牌》世界單曲暢銷榜）       | 6         |

| 年榜單（2019年）   | 排名 |
| ------------------ | ---- |
| 韓國（Gaon單曲榜） | 8    |
| 韓國（Gaon下載榜） | 2    |
| 韓國（Gaon串流榜） | 8    |

| 電視台                | 音樂節目名稱   | 最高排名 | 來源                 |
| --------------------- | -------------- | -------- | -------------------- |
| Mnet                  | M! Countdown   | 1        | [ 33 ]               |
| KBS2                  | 音乐银行       | 1        | [ 25 ]               |
| MBC                   | Show! 音樂中心 | [1]      | [ 34 ] [ 35 ] [ 36 ] |
| SBS                   | 人气歌谣       | 1        | [ 37 ]               |
| MBC Music             | Show Champion  | 1        | [ 24 ]               |
| - 「[1]」：三星期冠軍 |                |          |                      |

## 銷量認證
| 國家或地區                  | 認證    | 銷量         |
| --------------------------- | ------- | ------------ |
| 韓國（韓國音樂內容協會）    | 1× 白金 | 100,000,000‡ |
| ‡銷量認證計算於串流媒體銷量 |         |              |